# Xuanzong de Tang
Xuanzong de Tang (Luoyang, 8 de setembro de 685 - Changan, 3 de maio de 762), também conhecido como o imperador Ming de Tang, cujo nome de nascimento era Li Longji, foi o sétimo imperador da dinastia Tang na China, reinando de 712 a 756. Seu reinado de 44 anos foi o mais longo da dinastia Tang.
Após a rebelião de An Lushuan, seu filho Suzong foi proclamado imperador pelo exército em 12 de agosto 756, mas Xuanzong e sua comitiva, que tinham fugido para Sichuan, só soube da ascensão em 10 de Setembro 756, que marca o fim da data reinado de Xuanzong na prática. Até Imperador Xuanzong receber a notícia da ascensão do Imperador Suzong, ele continuou a emitir éditos imperiais.

## Ligação externa
- Obras de Xuanzong de Tang (em inglês) no LibriVox (livros falados em domínio público)